# Tempête tropicale Arthur (2002)
Pour les articles homonymes, voir Cyclone tropical Arthur.
Arthur est le premier cyclone de la saison. Il ne touchera aucune terre en tant que tempête tropicale. Il aura cependant des conséquences sur la côte Est des États-Unis, de la Floride qui fut survolé par son précurseur, à la Nouvelle-Angleterre. Il touchera de plus Terre-Neuve après sa transition extratropicale.

## Évolution météorologique
Les origines d'Arthur sont à rechercher dans une zone frontale dégénérée, formant à basse altitude une dépression. Le système est alors quelque peu organisé, avec une activité orageuse faible mais existant. Cependant, la perturbation ne possède pas de centre et reste étiré Est-Ouest. À partir du 12, le système fait route vers le Nord Est. Le 13, il passe au-dessus de la Floride, en réponse à l'établissement d'un talweg du Tennessee au Texas. Émergent au-dessus de l'Atlantique tôt le 14 juillet, la dépression tropicale une peut finalement se former à 75 kilomètres à l'Est Sud Est d'Hateras.
La dépression s'oriente vers le Nord-Ouest, et accélère progressivement. Ce déplacement l'amène au-dessus du Gulf Stream. La dépression se renforce aisément, et devient la tempête Arthur le 15 juillet. Le 16 juillet, les vents atteignent les 100 km/h. Arthur remonte alors franchement vers le Nord, puis devient un cyclone extratropical le 17 juillet. Il touche terre à la péninsule d'Avalon, puis il s'affaiblit pour se dissiper le 19 juillet.

## Impact
Arthur sera resté au-dessus de l'Atlantique, mais en restant proche des terres. Les précipitations qu'il apporta furent cependant limitées. La perturbation qui engendra Arthur donna ponctuellement plus de 90 millimètres de pluie en Floride. Ailleurs, les totaux furent bien moindres, quelques dizaines de millimètres de pluie tout au plus. Malgré tout, une personne sera retrouvée morte noyée à Conne River, sur la côte Sud de Terre-Neuve.